# عیسی
عیسی (به عبری: ישוע؛ به یونانی باستان: Ἰησοῦς؛ حدود ۴ تا ۶ پیش از میلاد – ۳۰ یا ۳۳ میلادی) که به عیسی مسیح و عیسای ناصری نیز معروف است، واعظ یهودی و رهبر دینی در قرن یکُم میلادی بود. او شخصیت مرکزی مسیحیت، بزرگ‌ترین دین جهان از نظر تعداد پیروان است. غالب مسیحیان او را به‌عنوان تجسم خدای پسر می‌پرستند و وی را مسیحای موعود عهد عتیق می‌دانند.
تقریباً همهٔ پژوهشگرانِ دورهٔ باستان اتفاق‌نظر دارند که عیسی به لحاظ تاریخی وجود داشته، اما تلاش‌ها برای یافتن جزئیات تاریخی زندگی او منجر به تردیدهایی دربارهٔ اعتبار انجیل‌ها، تنها منابع موجود دربارهٔ زندگانیِ عیسی، شده است. عیسی یک یهودی اهل جلیل بود که توسط یحیی تعمید داده شد و زان پس، تبلیغ خود را آغاز کرد. او به صورت شفاهی موعظه می‌کرد و دیگران «رَبّی» خطابش می‌کردند. عیسی با دیگر یهودیان دربارهٔ بهترین راه پیروی از خدا بحث می‌کرد، به‌وسیلهٔ مثل‌ها تعلیم می‌داد و برای خود پیروانی جذب کرد. مقامات یهودی او را دستگیر و محاکمه کرده و به دولت روم تحویل دادند. پونتیوس پیلاطس فرماندار رومی یهودیه نیز دستور داد او را مصلوب کنند. بعد از مرگش، حواریونش ادعا کردند او از مرگ برخاسته است و نیز جامعه‌ای تشکیل دادند که در نهایت به کلیسای اولیه تبدیل شد. آموزه‌های او ابتدا به صورت شفاهی نقل می‌شدند، تا اینکه نهایتاً از آن‌ها برای تألیف انجیل‌ها استفاده کردند. بسیاری از دانشوران عیسی را یک «واعظ آخرالزمانی» که تصور می‌کرده قیامت و نابودی جهان در شرف وقوع است، محسوب می‌کنند.
عقاید مسیحی دربارهٔ عیسی بدین قرار است که نطفهٔ او توسط روح‌القدس بسته شد، زنی باکره به نام مریم او را زایید، معجزاتی انجام داد، کلیسای مسیحی را تأسیس کرد، با فداکاری مصلوب شد تا کفاره‌ای برای گناهان باشد، از مرگ برخاست، به بهشت رفت و روزی از آنجا بازخواهد گشت. به‌طور کلی، مسیحیان عقیده دارند عیسی به مردم امکان آشتی با خدا را می‌دهد. مطابق اعتقادنامهٔ نیقیه، که توسط کلیسا در سدهٔ چهارم تنظیم شده، عیسی زندگان و مردگان را قبل یا بعد از رستاخیز جسمانی‌شان قضاوت خواهد کرد، اتفاقی که به ظهور دوم در آخرالزمان مسیحی گره خورده است. اکثریت اعظم مسیحیان عیسی را به عنوان تجسم خدای پسر، رکن دوم تثلیث، می‌پرستند. اقلیت کوچکی از مذاهب مسیحی نیز وجود دارند که بخشی یا همه تثلیث را رد می‌کنند. همه‌ساله ولادتِ عیسی در ۲۵ دسامبر، به‌عنوان کریسمس، جشن گرفته می‌شود. آدینهٔ نیک به تصلیب عیسی و عید پاک به برخاستن او از مرگ اختصاص دارد. سالِ تقریبی تولد عیسی، مبدأ گاه‌شماری میلادی است که طور گسترده در دنیا استفاده می‌شود.
از عیسی در ادیان دیگری مانند اسلام و بهائیت نیز به عنوان شخصیتی مهم یاد شده است. مسلمانان معتقدند که عیسی یکی از پیامبران برجستهٔ الله و همان مسیح موعود در نوشته‌های یهودی است. آنان تولد او از مریم باکره را قبول دارند اما خدا یا پسرِ خدا بودن او مورد قبول آنان نیست. در قرآن آمده که عیسی هیچ‌گاه ادعای الوهیت نکرد. بیشتر مسلمانان اعتقاد به تصلیب عیسی ندارند و در عوض معتقدند که خدا او را به صورت جسمانی به بهشت برد. یهودیان عیسی را به عنوان مسیحا نپذیرفته‌اند، زیرا اعتقاد دارند او نشانه‌های مسیحای یهودی را نداشته، شخصیتی خداگونه نبوده و از مرگ برنخاسته است. بهائیان عیسی را در کنار شخصیت‌های دیگر مثل بهاءالله و زرتشت یکی از مظاهر ظهور به حساب می‌آورند. در مانویت میان شخصیت زمینی عیسی و شخصیت آسمانی او تمایز وجود داشت و نیز او یکی از اسلاف مانی به حساب می‌آمد.

#### تعمید

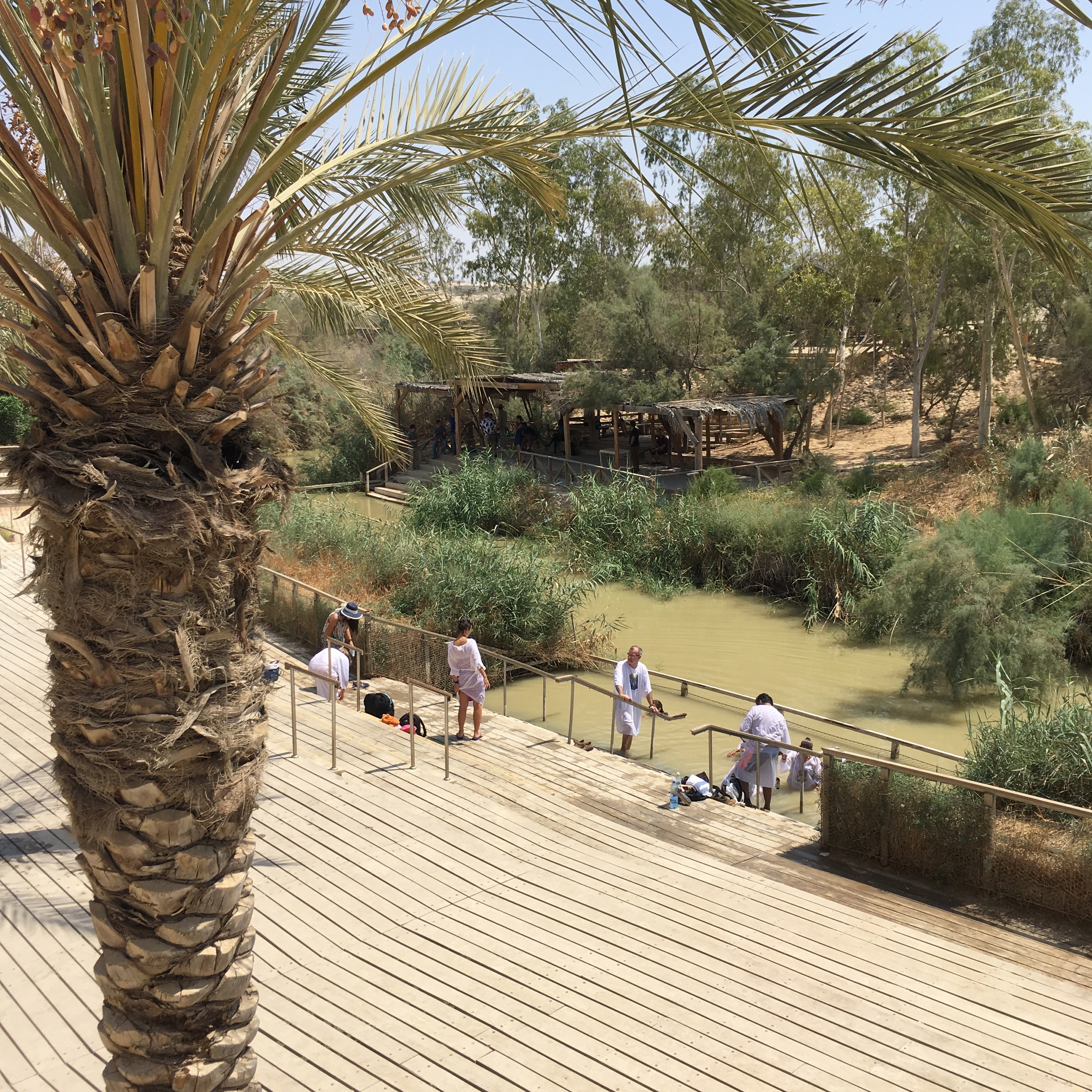
غسل تعمید در رود اردن، جایی که عیسی تعمید داده شد.

#### باورهای آخرالزمانی

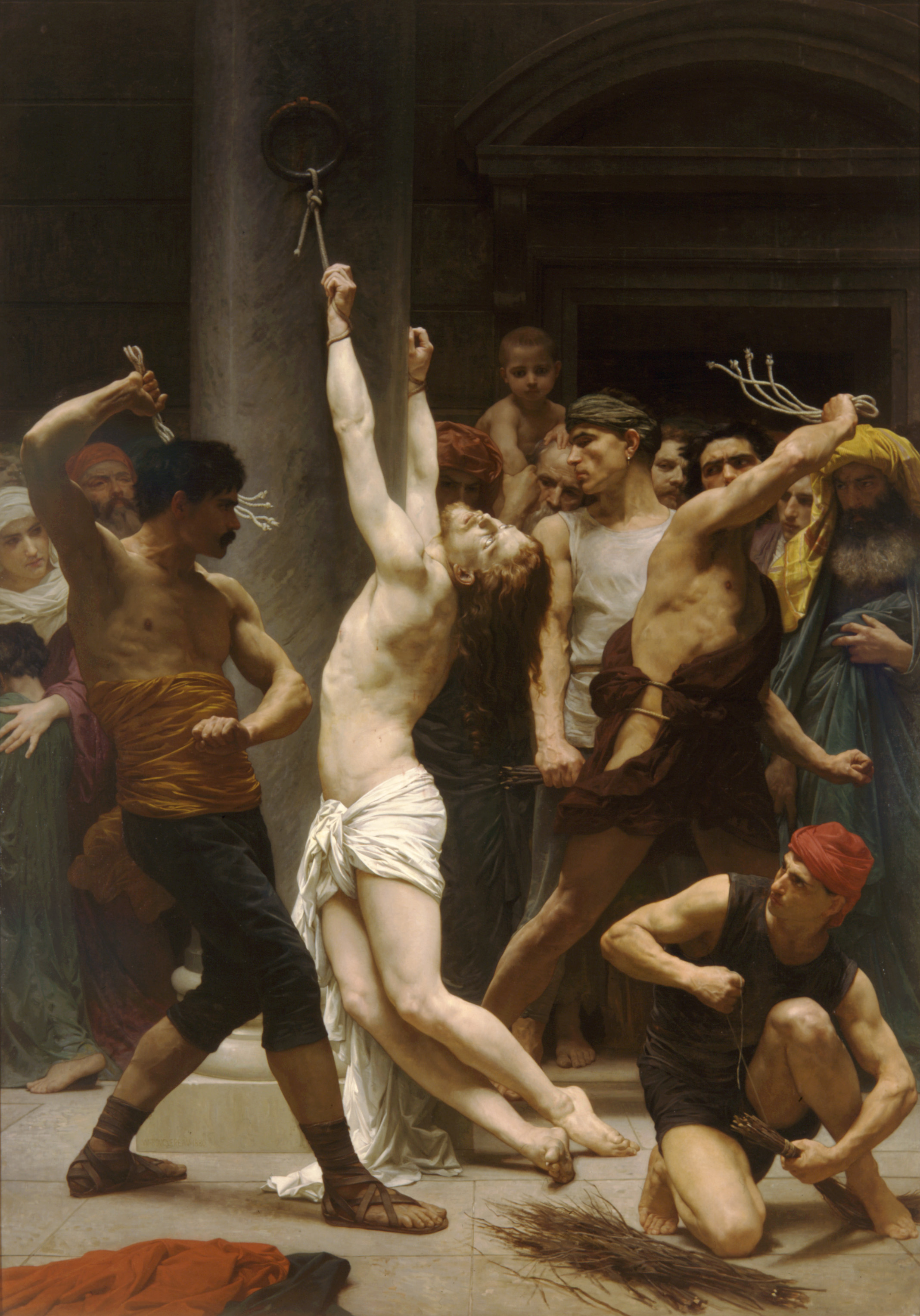
شلاق خوردن خداوند ما عیسی مسیح (۱۸۸۰) اثر ویلیام-آدولف بوگرو

#### پسح و تصلیب در اورشلیم

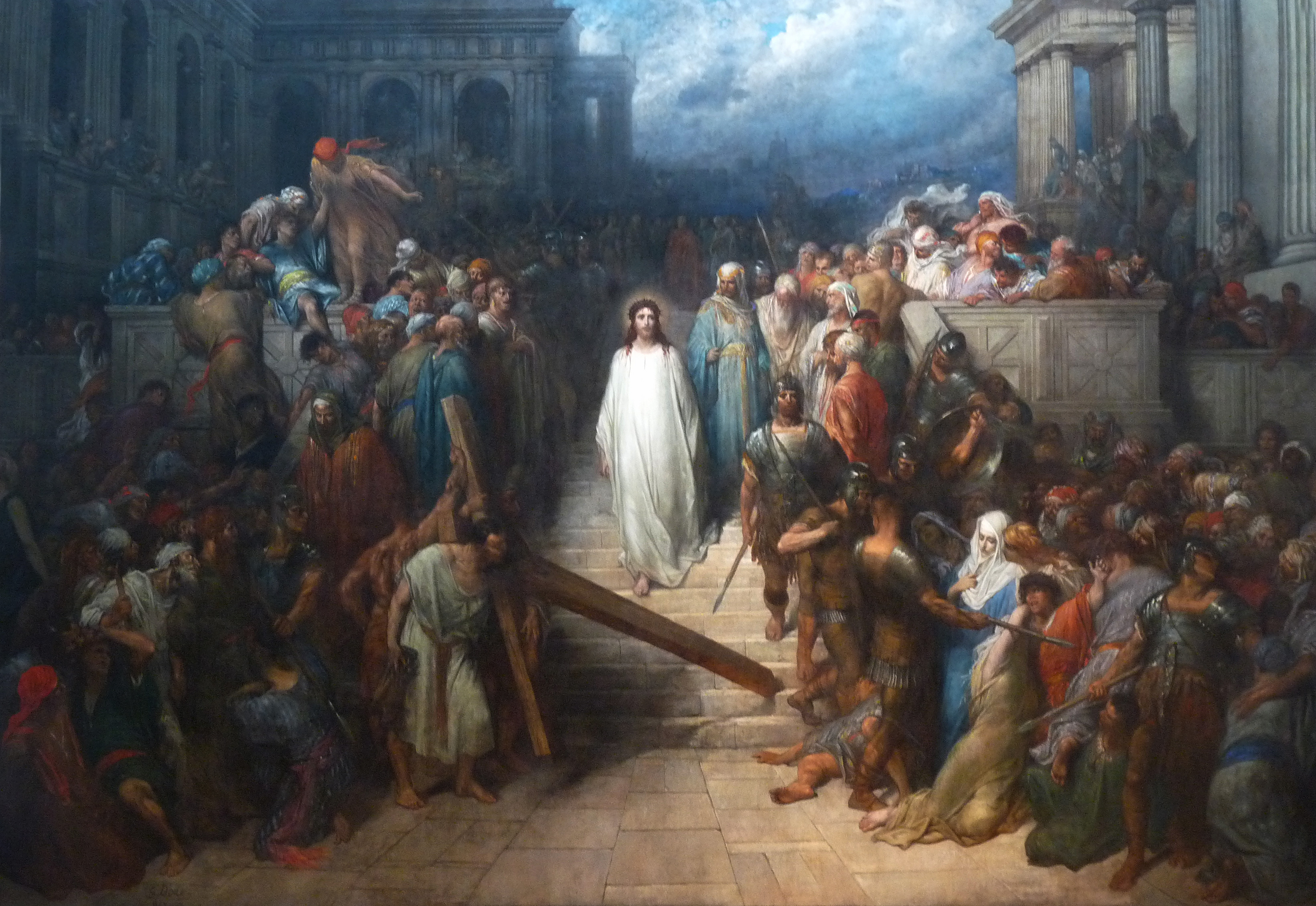
خروج مسیح از دادگاه، اثر گوستاو دوره

#### بعد از تصلیب

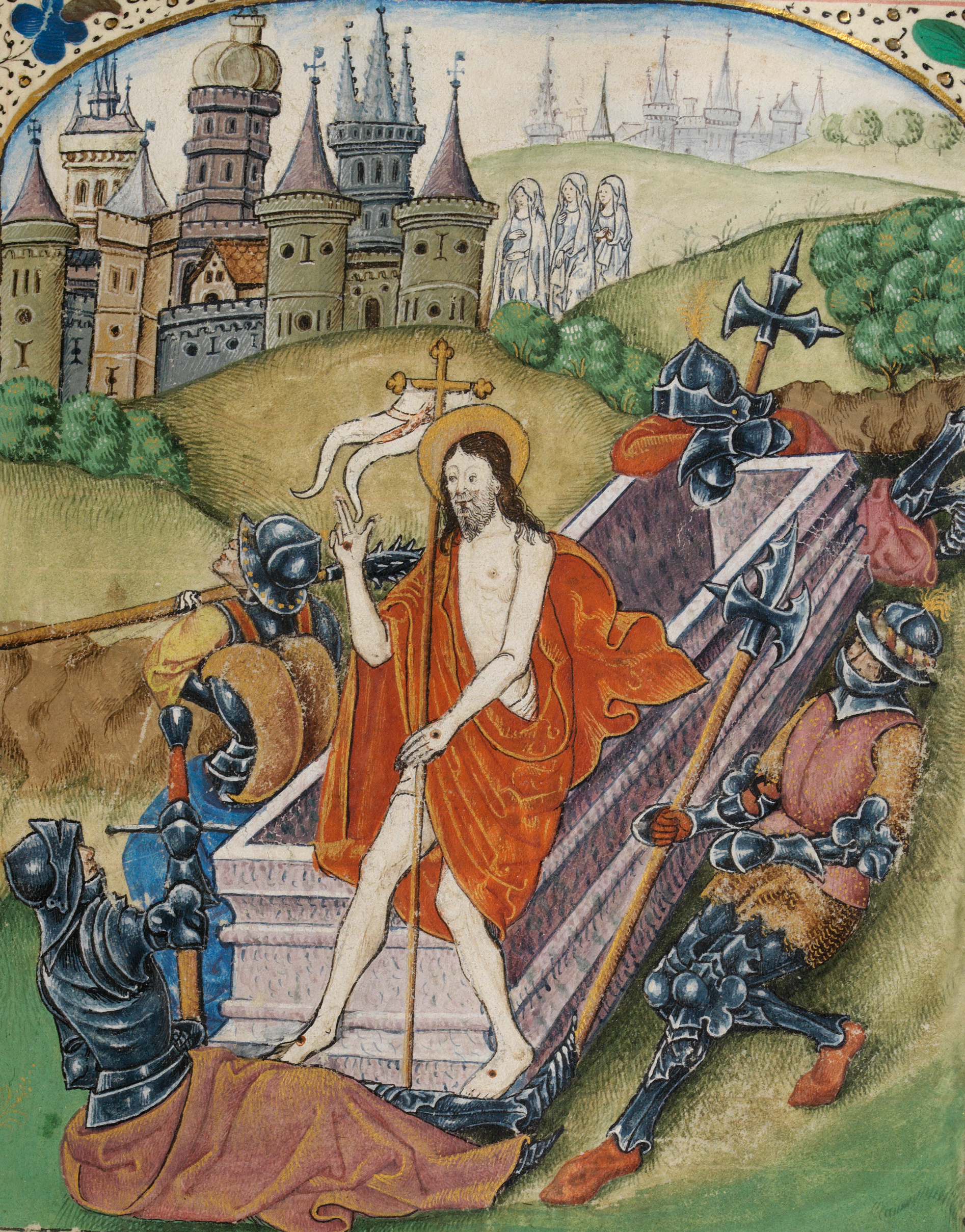
رستاخیز مسیح در یک نسخهٔ خطی سدهٔ‌شانزدهمی

### زبان و ظاهر

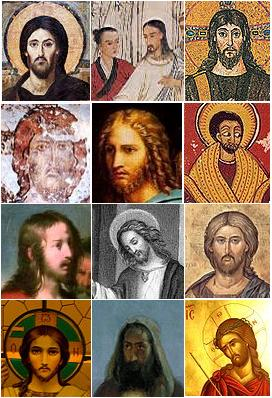
نمایش ظاهر عیسی در هنر با توجه به خاستگاه فرهنگی هر هنرمند متفاوت بوده است.

### مسیحیت

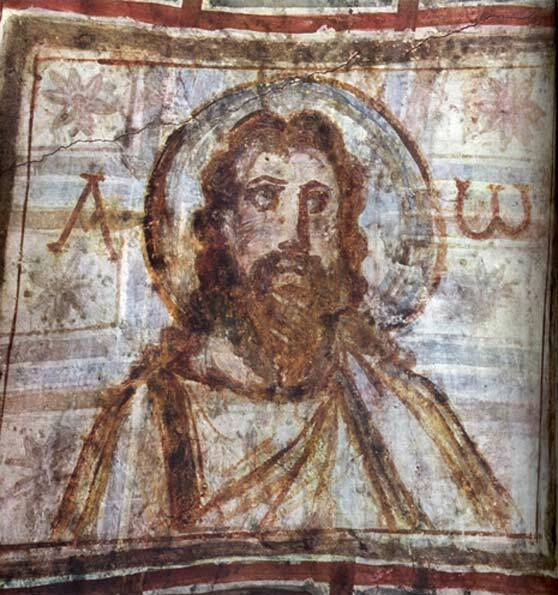
عیسی در گوردخمه‌های رومی سدهٔ چهارم. حروف آلفا و امگا در کنار او دیده می‌شوند.

### اسلام

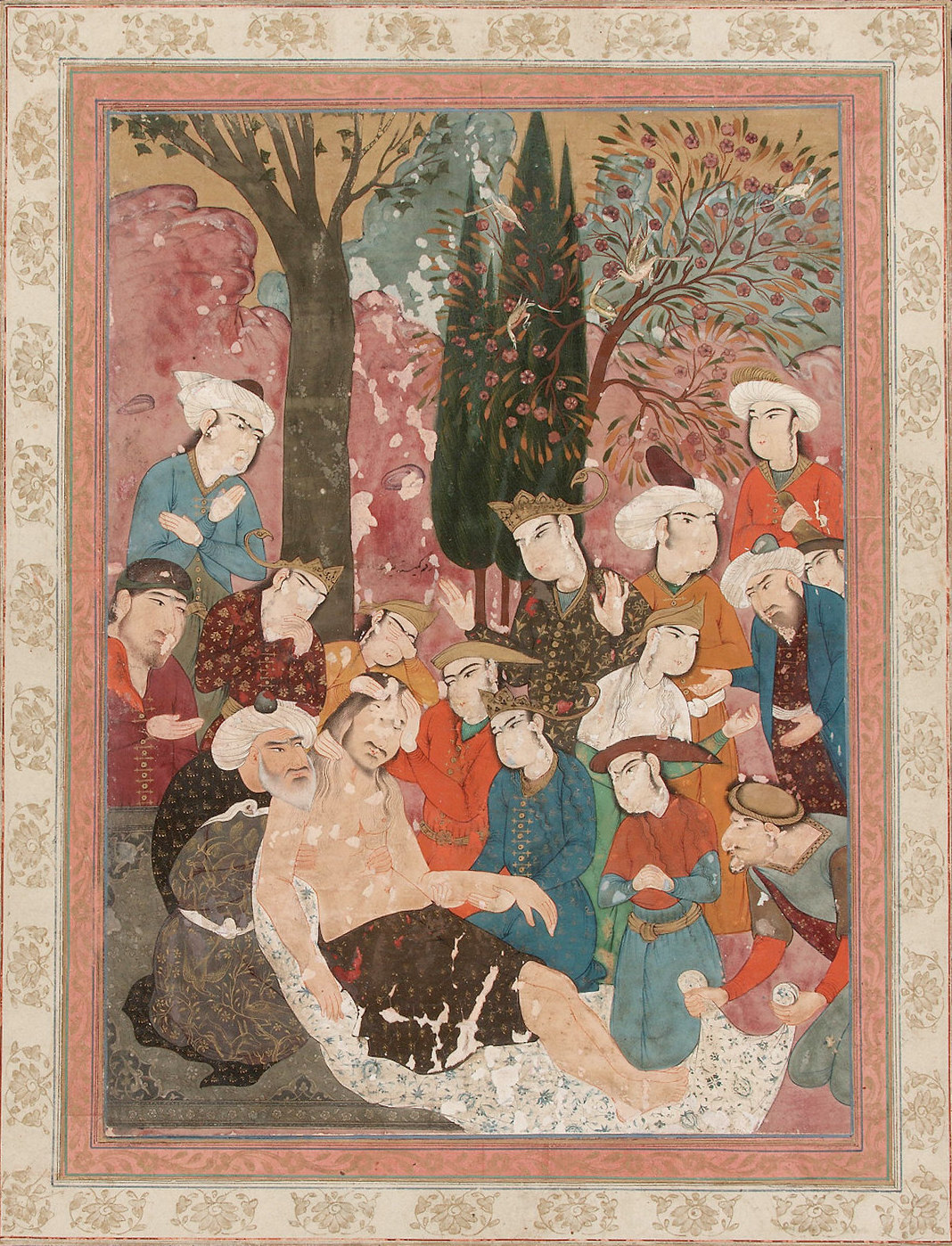
مرثیه بر جنازهٔ عیسی مسیح اثری از رضا عباسی

## نام

عیسی در چند زبان؛ از بالا سمت راست بر خلاف عقربه‌های ساعت: عبری، آرامی، یونانی، لاتین و انگلیسی

یک یهودی در زمان عیسی معمولاً تنها یک اسم داشت. در برخی موارد، پس از نام شخص، اسم پدرش ذکر می‌شد؛ یعنی نام مردان با فرمول «اسم شخص پسرِ اسم پدر» ساخته می‌شد. آوردن نام شهر محل تولد شخص پس از نام او نیز رایج بوده است. نتیجتاً، عیسی در عهد جدید معمولاً «عیسای ناصری» خطاب شده است. همسایه‌های عیسی در ناصره، او را «نجّار، پسر مریم و برادر یعقوب و یوسف و یهودا و شمعون» (مرقس ۶:۳)، «پسر نجّار» (متی ۱۳:۵۵) یا «پسر یوسف» (لوقا ۴:۲۲) خطاب می‌کردند. در انجیل یوحَنّا، فیلیپ عیسی را «عیسی پسر یوسف از ناصره» (یوحنا ۱:۴۵) می‌نامند.
عیسی در شکل کنونی در زبان یونانی (Ἰησοῦς) ریشه دارد. نام یونانی خود از ישוע (یشوع) عبری گرفته است. این اسم در اصل יהושע (یِهُشوعا، به‌طور خلاصه‌تر یوشع) و در لغت به معنای «یهوه خداگون است» بوده است. یوشع همچنین در عهد عتیق نام جانشین موسی و یک روحانی یهودی هم هست.
عیسی (یشوع) نام رایجی در میان یهودیان معاصر تولد عیسی بوده است. یوسف فلاوی مورخ یهودی قرن اول میلادی در نوشته‌های خود حداقل به ۲۰ فرد مختلف که عیسی نام داشته‌اند اشاره کرده است.
از سال‌های آغازین دین مسیحیت، عیسی را معمولاً «عیسی مسیح» خطاب می‌کنند. نویسندهٔ انجیل یوحنا نوشته که عیسی ناصری این اسم را بر روی خود گذاشته است. مسیح یک نام شخصی نیست. این واژه (משיח) در عبری به معنی «مسح شده» یا «روغن‌مالی شده» است. مسیحیان او را به این نام می‌خوانند زیرا باور دارند که او همان مسیحای موعود در نوشته‌های یهودی عهد عتیق است. از زمان زندگی عیسی تا امروز، «مسیح» به نامی شخصی و بخشی از اسم عیسی درآمده است. به پیروان عیسی، «مسیحی» می‌گویند و این عنوان از سدهٔ یکم میلادی رواج داشته است.

### منابع زندگی

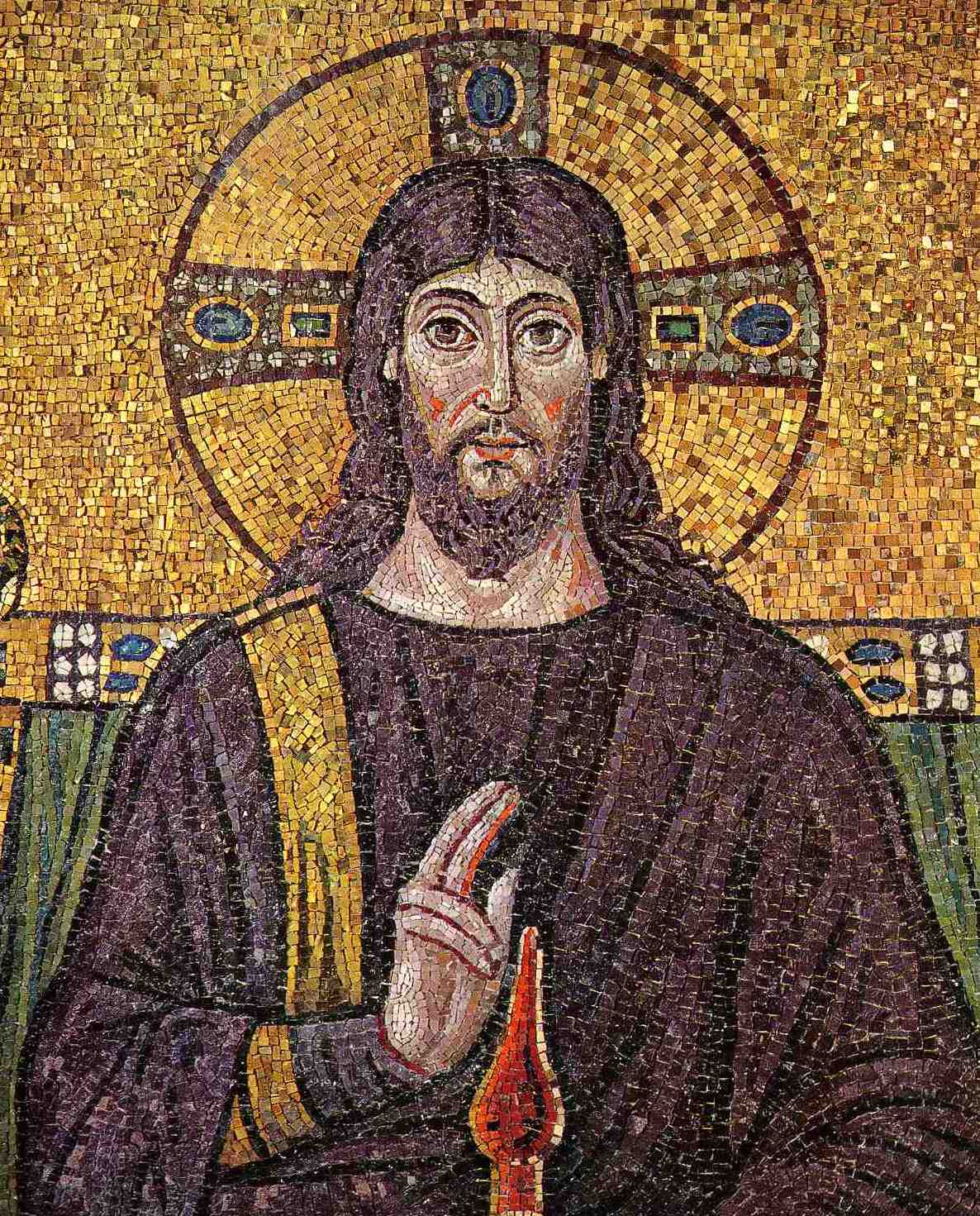
عیسی در یک نقش موزاییک متعلق به قرن ششم میلادی (در کلیسایی در شهر روانا در ایتالیا)

### منابع اولیه مسیحی

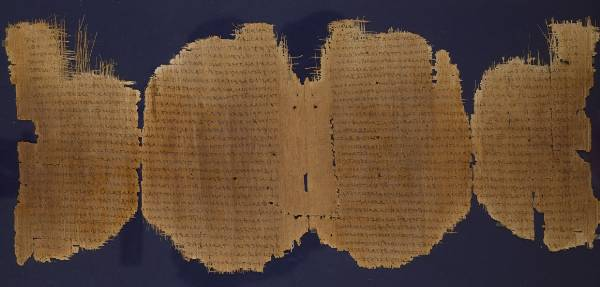
پاپیروسی از قرن سوم میلادی که انجیل لوقا به زبان یونانی بر روی آن نوشته شده است.

### تولد و اجداد

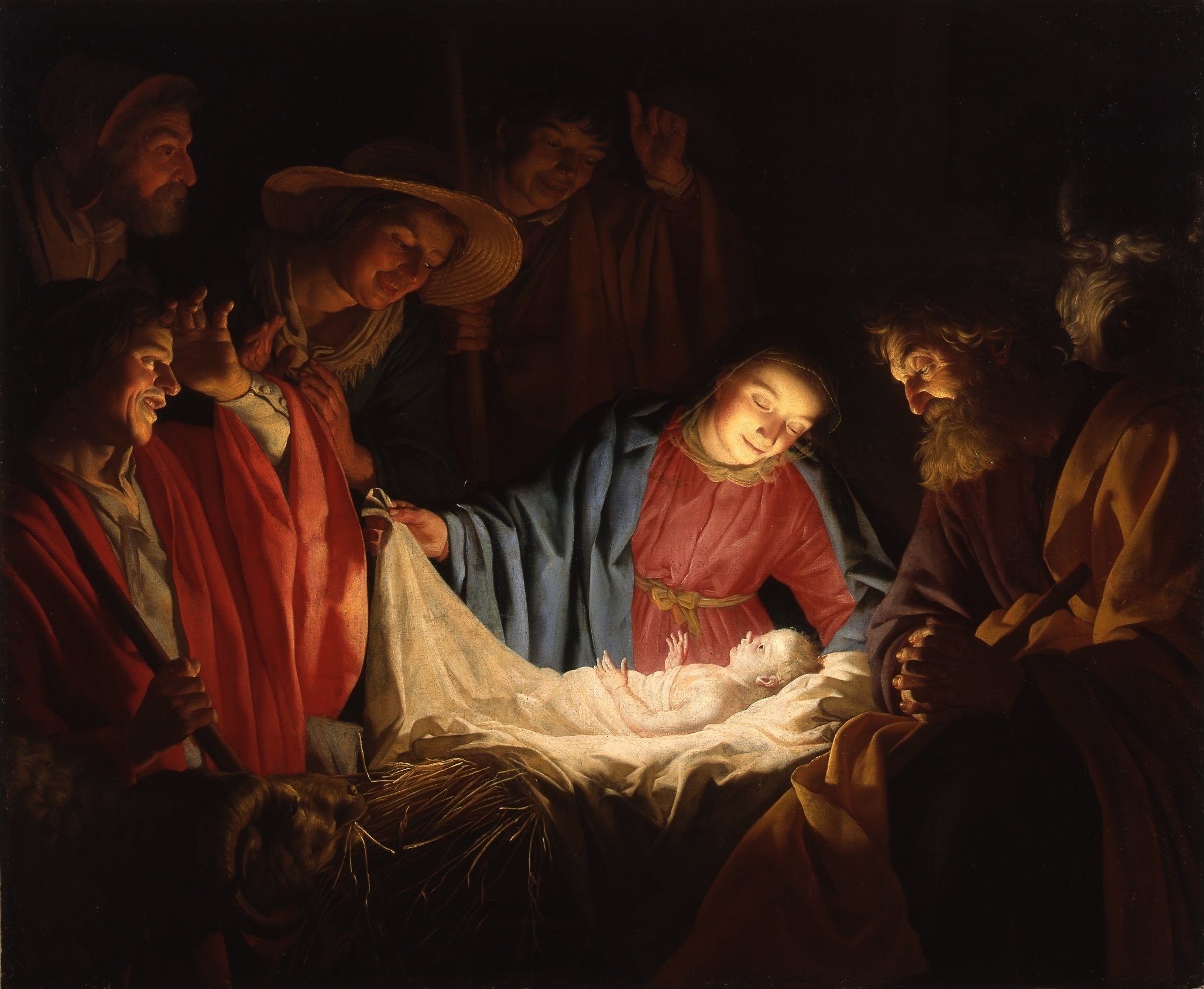
ستایش چوپانان اثر خرارد فن هونهورست، ۱۶۲۲

### سال‌های ابتدایی، خانواده، شغل

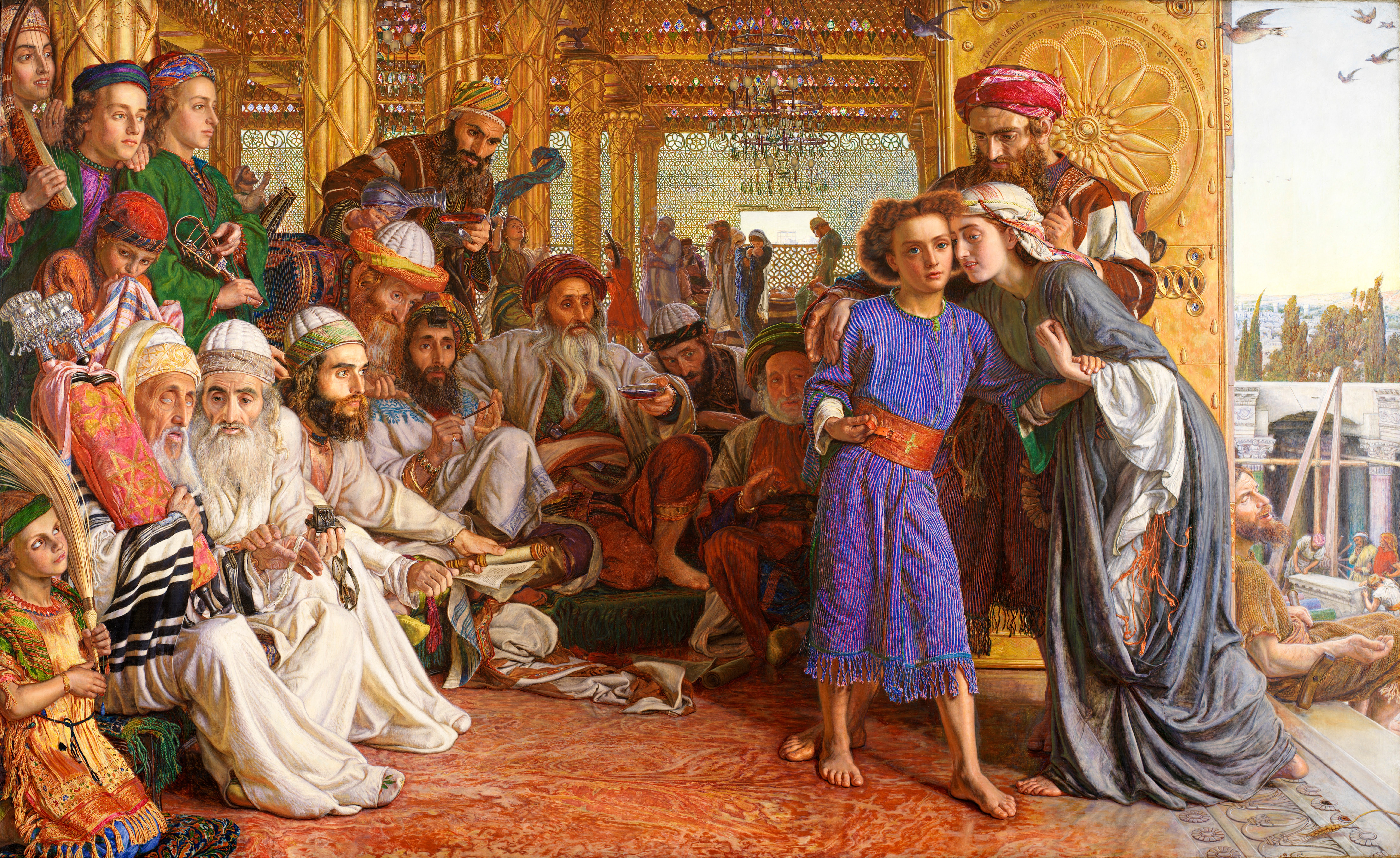
یافتن منجی در معبد، از ویلیام هولمن هانت، ۱۸۶۰

### تعمید و وسوسه

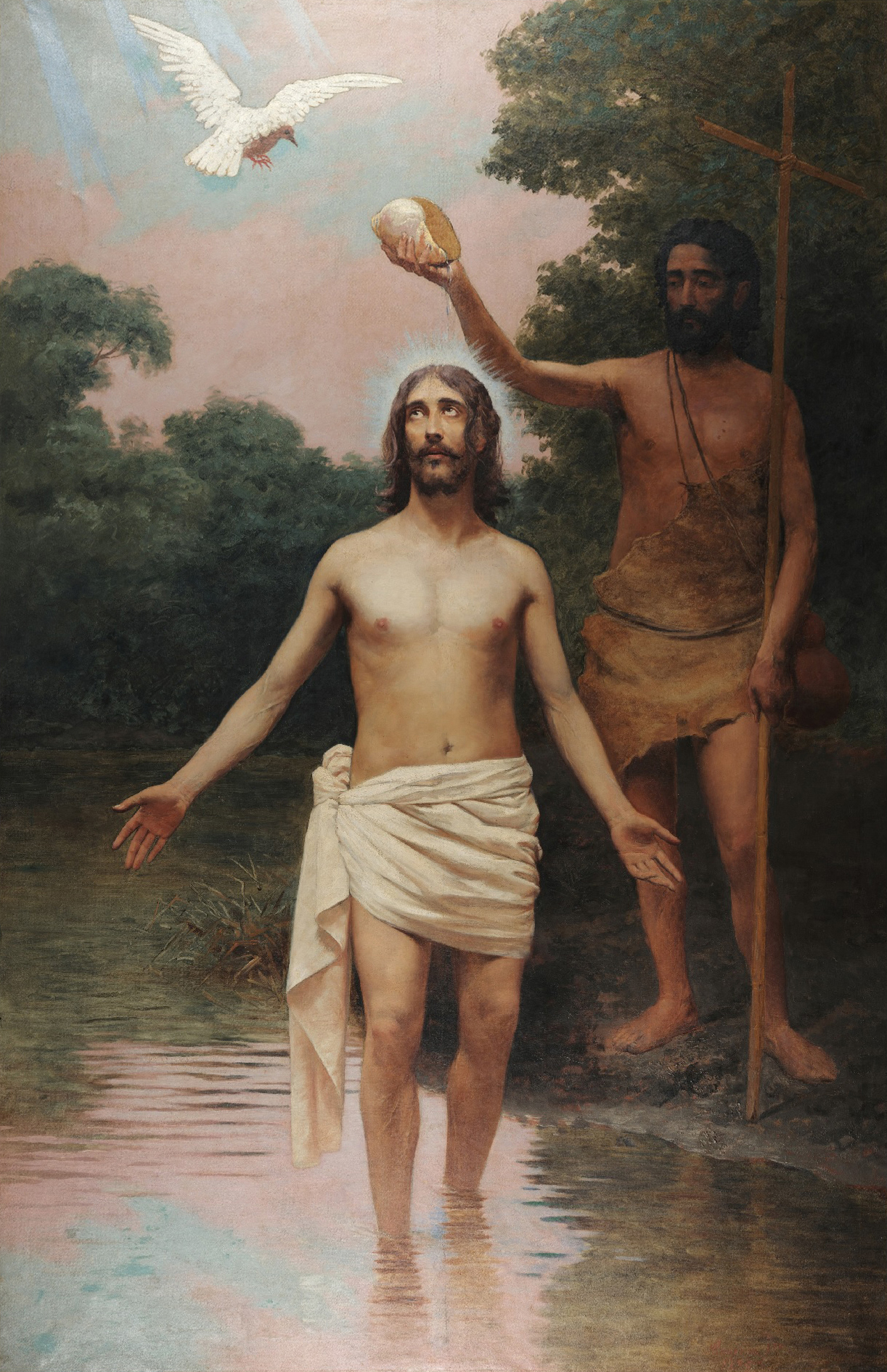
تعمید مسیح، از آلمیدا جونیور، ۱۸۹۵

### تبلیغ عمومی

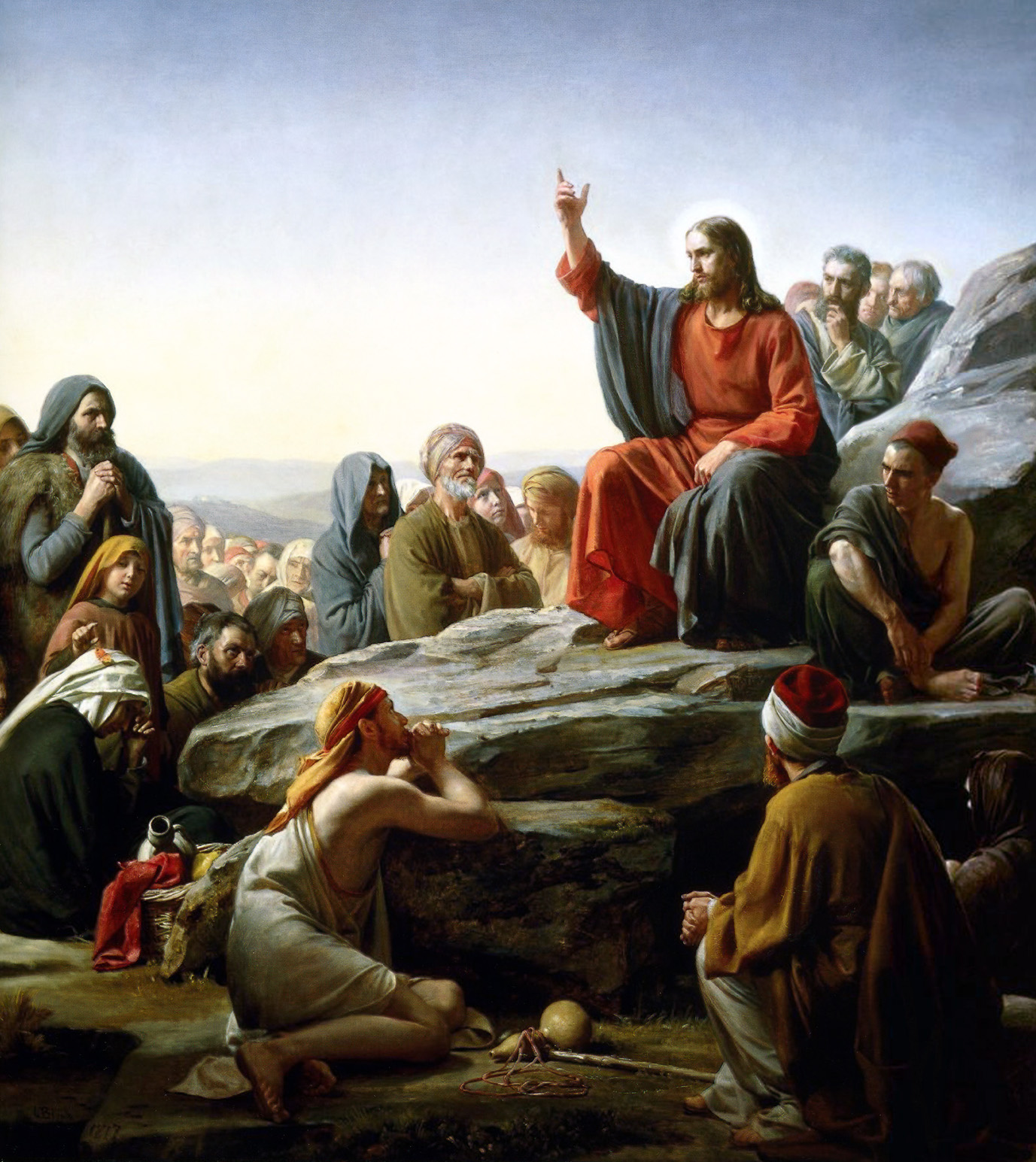
موعظه سر کوه، از کارل بلوک، ۱۸۷۷

#### حواریون و پیروان

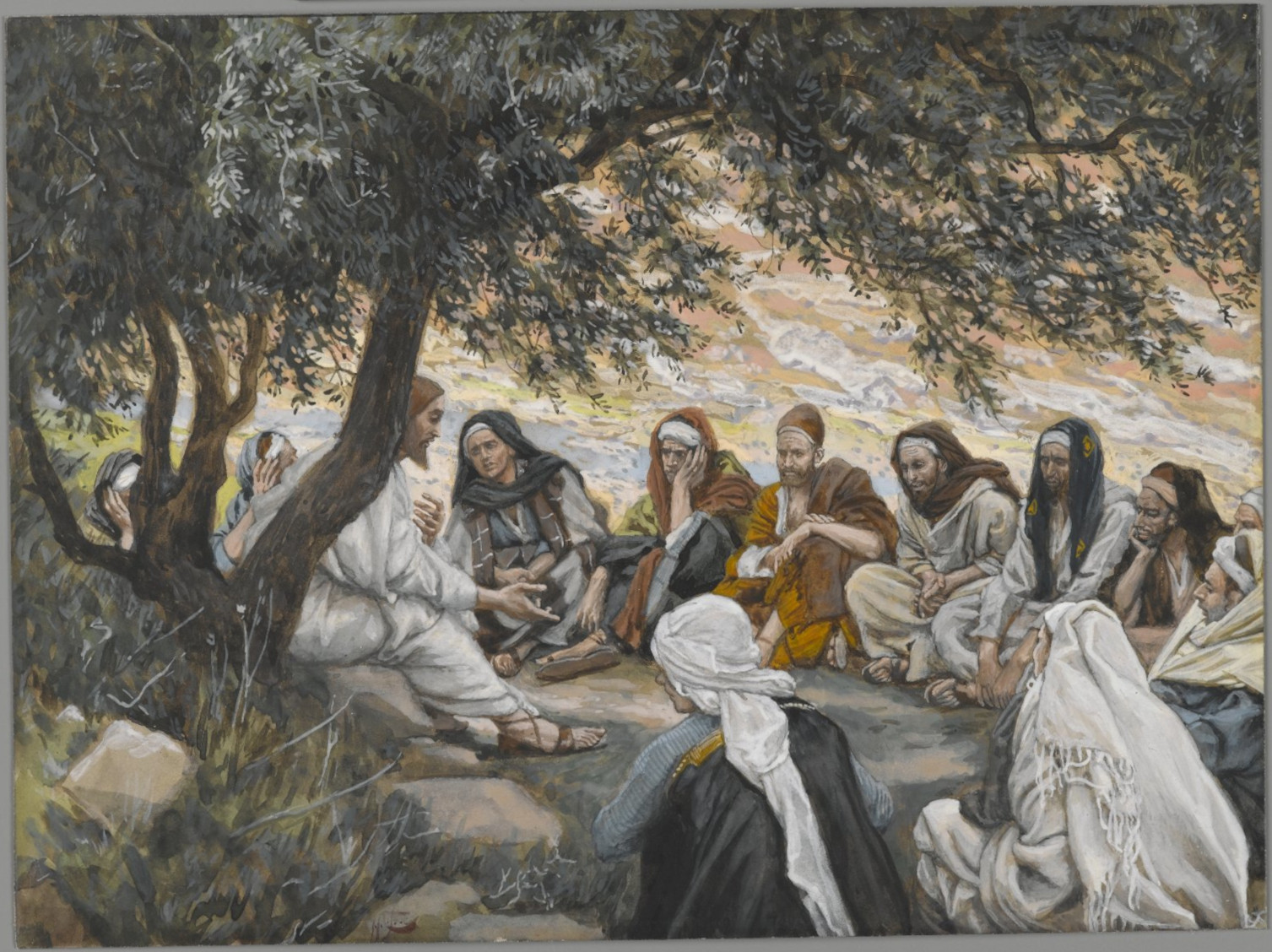
نصیحت رسولان، از جیمز تیسو

#### معجزات و تعالیم

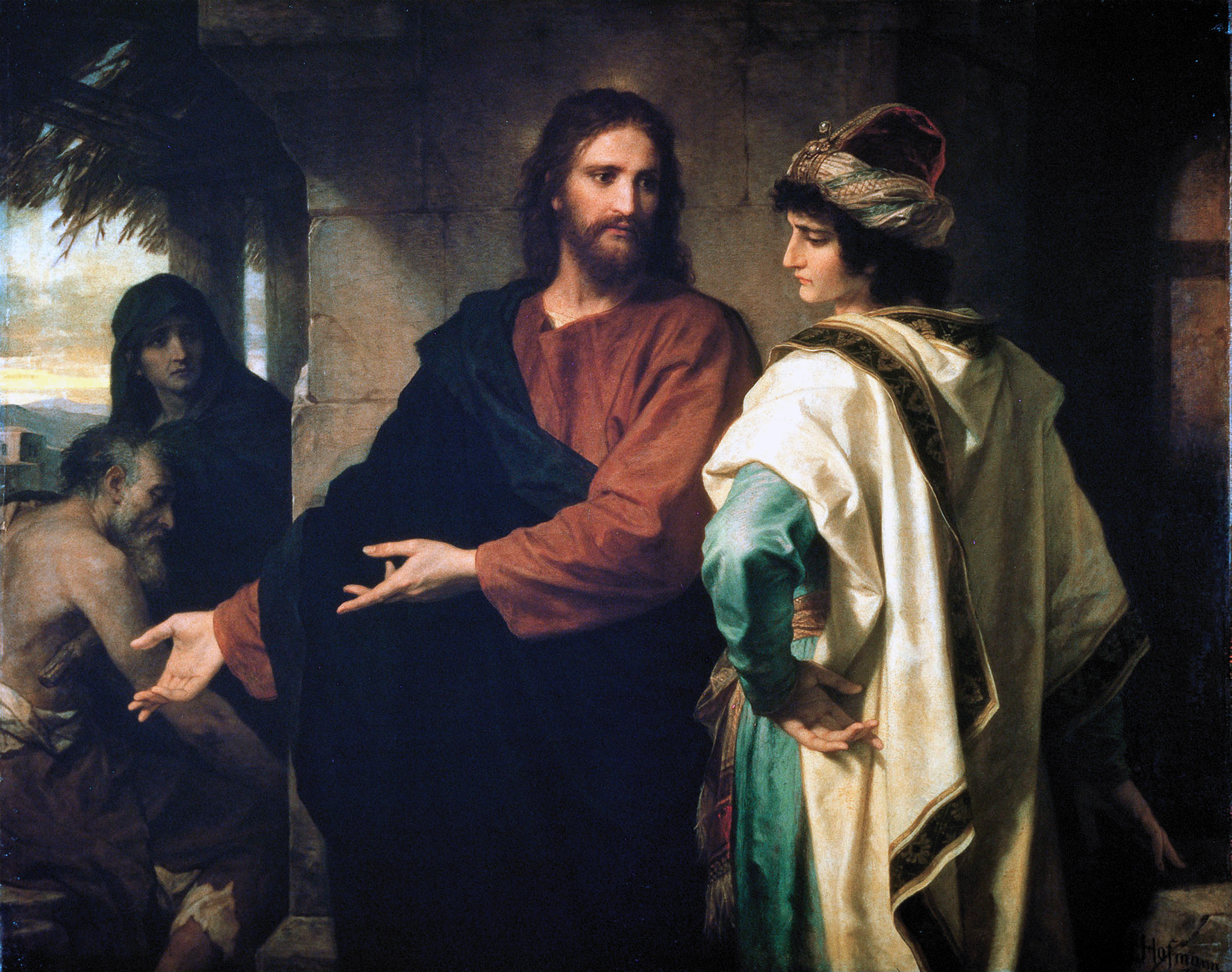
عیسی و مرد جوان ثروتمند از هاینریش هوفمان، ۱۸۸۹